# چوی جین هو (بازیگر)
چوی جین هو (کره‌ای: 최진호؛ زادهٔ ۲۶ مهٔ ۱۹۶۸) بازیگر اهل کره جنوبی است.
از فیلم‌ها یا برنامه‌های تلویزیونی که وی در آن نقش داشته‌است، می‌توان به گربه‌های ولگرد، آقای آفتاب، بدون سود بدون عشق و توی نوزدهمین زندگیم می‌بینمت اشاره کرد.